# 1992 FJ
1992 FJ är en asteroid i huvudbältet som upptäcktes den 24 mars 1992 av de båda japanska astronomerna Seiji Ueda och Hiroshi Kaneda i Kushiro.
Asteroiden har en diameter på ungefär 4 kilometer och den tillhör asteroidgruppen Flora.